# Editors
Editors blev dannet i Birmingham i foråret 2003. Inspireret af deres kærlighed til litterære bands som det tidlige REM, Echo & the Bunnymen, Elbow og Doves. Bandets let indentificerbare engelsk sound er fokuseret mod de store temaer som kærlighed, tab og fortrydelse. 
Editors skrev deres første pladekontrakt under i 2004 med det uafhængige selskab Kitchengarden, selv om de væltede i tilbud fra langt større pladeselskaber. En meget bevidst handling fra bandets side, der på et mindre selskab kunne opnå langt mere opmærksomhed og musikalsk frihed.
Det første afkast af denne aftale blev singlen Bullits der udkom januar 2005. Den anden single, Munich, fløj direkte ind på den britiske top 20 og styrede bandet mod scenen for MTV's Spanking New Music Week samtidig med de fyldte musikmedierne, der var vilde med bandet.
Debutalbummet The Back Room kom på gaden i august 2005.
d. 25. juni 2007 udgav Editors deres andet album An End Has A Start.
Bandets tredje album In This Light And On This Evening udkom i 2009.

## Diskografi

### Album
- The Back Room (2005)
- An End Has a Start (2007)
- In This Light and on This Evening (2009)
- The Weight of Your Love (2013)
- In Dream (2015)
- Violence (2018)
- EBM (2022)

### EP'er
- The Blanck Mass Sessions (2019)

### opsamlingsalbum
- Unedited (2011)
- Black Gold: Best of Editors (2019)